# Dídac Rocher
Dídac Rocher és un músic i cantautor català. La seva música és de caràcter introspectiu i suggeridora, i les cançons es caracteritzen per unes lletres molt cuidades i de gran càrrega poètica. Ha evolucionat des d'una influència de la cançó d'autor catalana i francesa, fins als darrers treballs, on hi ha una clara voluntat d'experimentació en les ambientacions, sonoritats i atmosferes, apropant-lo cap a estils marcadament més foscos i èpics, més propis del rock o de l'indie.

## Trajectòria
El 1998 crea conjuntament amb Ida Cuéllar un espectacle titulat Abraçada impura, en el qual s'entrecreuen els poemes d'un acompanyant i l'altre per unes músiques pròpies compostes per a l'ocasió pels dos autors.
El 2003 crea un recital a partir del seu darrer recull de poemes titulat Condició Amant, i pel qual ha compost unes músiques per acompanyar la recitació. El 2003 també col·labora amb la pintora Lucía Coll Montserrat a la seva exposició Taules i contes interpretant cada un dels quadres amb música; d'aquella col·laboració neix la maqueta La imatge fixa, nou peces instrumentals.
El 2006, crea el seu projecte de cançons reunint un grup de músics amb els quals comença la seva carrera com a cantautor: Gerard Aguiló (bateria), Ferran Aguiló (baix) i Aitor Buñuel (multiinstrumentista). Amb aquesta formació actuarà arreu del territori català i passarà pels principals festivals de Catalunya. El 2009 grava el seu disc de debut titulat El nus (Temps Record, 2009) produït per Dani Ferrer (músic de bandes com Love of Lesbian, Sanpedro, Marc Parrot, Standstill); va acompanyat per les il·lustracions de Violeta Puchades. Amb aquest disc aconsegueix fer-se un lloc dins el panorama musical català i la crítica el valora positivament. També obté el Premi Altaveu 2010 a la millor lletra de cançó.
El 2010 crea el recital El minotaure i Teseu a partir dels poemes de Salvador Espriu, per encàrrec de l'Ajuntament d'Arenys de Mar i de la CAL (Coordinadora d'Associacions per la Llengua) per donar el tret de sortida del Correllengua 2010 dedicat al poeta amb motiu del 25è aniversari de la seva mort. Amb una coreografia creada per l'ocasió per la coreògrafa mallorquina Ada Obrador. La presentació es va dur a terme el 3 de juliol del 2010 al cementiri d'Arenys de Mar.
El 2013, Dídac Rocher reprèn aquest recital per desenvolupar-lo i grava el disc El minotaure i Teseu (Gat Records, 2013), amb la producció de Dani Ferrer, coincidint així la seva edició amb el centenari del naixement de Salvador Espriu.
A mitjans del 2011 inicia la gravació del seu segon disc d'estudi titulat PORPRA (Gat Records, 2012). Amb aquest treball compta també amb la producció de Dani Ferrer i aquesta vegada treballa amb els músics Marc Prat (contrabaix) i Xavi Molero (bateria), a més dels músics habituals que l'acompanyen Jordi Solans (guitarres elèctriques), Aitor Buñuel (multiinstrumentista) i Narcís Corominas (teclats i pianos). El disc està gravat entre els estudis Gravaciones silvestres i Estudi Nautilus i mesclat i masteritzat per Marc Parrot.
El 2013, amb motiu de l'Any Espriu, Dídac Rocher participa del Concert del centenari celebrat a Arenys de Mar, en el que participen cantants com Maria del Mar Bonet, Gerard Quintana, Roger Mas o Marina Rossell.
El 2013 també s'alia amb el director i escenògraf Lluís Danés en l'espectacle El meu poble i jo, aportant el contingut musical i poètic, basat en el seu últim treball, El minotaure i Teseu. Aquest espectacle s'estrena a la Sala Tallers del Teatre Nacional de Catalunya el 2013.
El 2014 s'uneix al poeta i traductor Jaume C. Pons Alorda per crear el recital Cant còsmic, basat en els poemes de Walt Whitman, component les músiques. Estrenat al Festival de Poesia de Sant Cugat.
Dídac Rocher també ha actuat a la universitat de Tartu (Estònia) i a Lisboa.
El 2018, junt amb la fotògrafa Marta Huertas, crea el projecte fotogràfic Generació (H)original, que s'ha concretat amb l'edició d'un llibre amb LaBreu edicions i d'una exposició itinerant inaugurada al Centre d'Arts Santa Mònica. És un retrat coral representatiu d'un grup de poetes que ha orbitat al voltant del bar (H)original de Barcelona, al Raval.
El 2019 crea junt amb el músic i cantautor arenyenc Fèlix Cucurull (Fèlix Cuc) l'espectacle poètic-musical titulat El temps que se'ns escapa, basat en l'obra del poeta Fèlix Cucurull i Tey i amb motiu del centenari del seu naixement. Allà s'hi combinen el recitat amb acompanyament musical, les cançons fetes a partir de poemes i les videoprojeccions encarregades a diferents artistes audiovisuals.
El 2020 publica el disc La derrota, (Au! Records) amb portada i fotografies de la fotògrafa Marta Huertas.

## Obra[calcitació]
- Condició amant (maqueta, 2003) - recital amb poemes i músiques propis
- La imatge fixa (maqueta, 2003) - músiques instrumentals per acompanyar els quadres de Lucía Coll Montserrat de la seva exposició Taules i contes
- El paisatge de l'ànima (maqueta, 2006) - concert gravat al castell de Santa Oliva
- El nus (Temps Record, 2009)
- Porpra (Gat Records, 2012)
- El minotaure i Teseu (Gat Records, 2013)
- La derrota (Au! Records, 2020)

## Reconeixements
- Premi Altaveu 2010,[3] a la millor lletra de cançó per Cau aigua del cel.

## Crítiques sobre EL NUS
*És un disc compacte que remou sentiments i emocions d'una manera sinuosa i constant, a poc a poc, com la pluja menuda (Ricard Mirabete – Benzina núm. 41)
*Un dels treballs més reeixits en l'àmbit de la cançó del que portem d'any (Roger Palà – Enderrock núm. 169)
*Sens dubte un treball apassionant, amb matisos a cada nova escolta (Roger Palà – Enderrock núm. 169)
El nus despulla la nostra tendresa per fer-nos, paradoxalment, una mica més forts (Claudi Puchades – icatfm)
*A El nus hi ha l'ànima humana, viva (…)El nus només suggereix qüestions i amb una exquisida finesa t'acompanya. El nus és un goig que serva la darrera frontera humana: l'harmonia (…)En El nus hi ha implícita (…) la vida absoluta, la tendresa dels sentits, allò que t'acabarà espenyant-te a l'abisme dels dubtes, per trobar, potser, un segon de felicitat. (Jordi Arbonès – El Dimoni)

## Crítiques sobre PORPRA
*El poema que dona títol genèric al disc, amb les seves intenses connotacions cromàtiques, com a color de traducció subtil, ja que correspon, tant al del capvespre, com al de l'albada, en un punt d'incertesa emocional situat en un temps i en un espai de dimensions eternes, entre la melangia de la pèrdua i l'excitació del retrobament, en un joc helicoidal que ens permet anara i venir, alternativament, de l'origen terrenal a la nostra pròpia expansió cosmològica (Claudi Puchades - el bloc de Claudi Puchades, 6 març 2012)
*El seu segon disc, un prodigi de sensibilitat musical i poètica (Xavier Castillon - suplement cultural PRESÈNCIA, núm. 2088)
*Un treball on les paraules tenen la màxima importància, ben magistralment enllaçades amb la música (…) Dídac Rocher canta un disc per llegir, carregat de cançons per mirar i amb un llibret per fer volar la imaginació. Músiques per a tots els sentits. (ENDERROCK núm. 199)

## Crítiques sobre EL MINOTAURE I TESEU
*Dídac Rocher compon a 'El Minotaure i Teseu' un recital musicat que s'orienta clarament a servir la paraula poètica d'Espriu. Tot hi és mesurat. Des del cant i la declamació que fa dels textos, fins a l'execució de les melodies originals […] Són mots, tonades i cadències sonores que puntuen, subratllen i donen unitat als poemes i alhora faciliten als assistents una via suggestiva d'endinsar-se en els passatges enunciats de l'enigmàtic univers literari espriuà. La posada en escena, de tan sòbria i mesurada, arriba a crear un ambient un punt místic. (Comas Soler - Tot Mataró, 5 novembre 2013).